# Tang Mengni
Tang Mengni (chinesisch 汤梦妮; * 8. April 1994 in Shanghai) ist eine ehemalige chinesische Synchronschwimmerin.

## Erfolge
Tang Mengni gewann bei den Asienspielen 2014 in Incheon ihre ersten internationalen Medaillen, als sie sich in der Mannschaftskonkurrenz vor Japan und Nordkorea und in der Kombination vor Japan und Kasachstan jeweils die Goldmedaille sicherte. Drei Medaillengewinne folgten ein Jahr darauf bei den Weltmeisterschaften in Kasan. In der Mannschaftskonkurrenz des freien und auch den technischen Programms sowie in der Kombination belegte die chinesische Mannschaft mit Tang den jeweils zweiten Platz hinter der russischen Mannschaft. Alle drei Male belegte die Mannschaft Japans den dritten Podestplatz. Bei den Olympischen Spielen 2016 in Rio de Janeiro ging Tang im Mannschaftswettbewerb an den Start. In diesem erzielten die Chinesinnen 192,9841 Punkte, womit sie wie schon 2012 hinter Russland mit 196,1439 Punkten Zweite wurden. Den dritten Platz belegte Japan mit 189,2056 Punkten. Neben Tang erhielten Gu Xiao, Liang Xinping, Yin Chengxin, Sun Wenyan, Zeng Zhen, Guo Li, Li Xiaolu und Huang Xuechen Silber.
In Budapest wiederholte Tang bei den Weltmeisterschaften 2017 mit der chinesischen Mannschaft die zweiten Plätze im technischen und im freien Programm der Mannschaftskonkurrenz. Besser verlief die Kombination, in der die Chinesinnen vor der Ukraine und Japan Weltmeisterinnen wurden. Auch 2019 war sie bei den Weltmeisterschaften in Gwangju wieder Teil der Mannschaft. Mit ihr wurde sie in der Kombination einmal mehr hinter der russischen Mannschaft Vizeweltmeisterin. Die Weltmeisterschaften waren ihr letzter internationaler Wettkampf.